# 肯·馬里諾
肯·馬里諾（1968年12月19日—）是美國的一位演員、喜劇演員、導演和編劇。他是MTV節目The State的固定班底。